# Michelle Pfeiffer
Michelle Marie Pfeiffer (pron. [ˈfaɪfər]; Santa Ana, 29 aprile 1958) è un'attrice statunitense.
Ha ottenuto la fama internazionale con il ruolo di Elvira Hancock nel film cult Scarface (1983), accanto ad Al Pacino. Per la sua performance nel film Le relazioni pericolose (1988) è stata candidata al Premio Oscar nella sezione miglior attrice non protagonista, mentre per I favolosi Baker (1989) e Due sconosciuti, un destino (1992) è stata candidata nella sezione miglior attrice protagonista. È vincitrice di un Golden Globe, un Premio BAFTA e un Orso d'argento al Festival di Berlino. Nel 2017 ha ricevuto la sua prima nomination al Premio Emmy per la sua interpretazione nel film televisivo The Wizard of Lies.

## Biografia

### Esordi

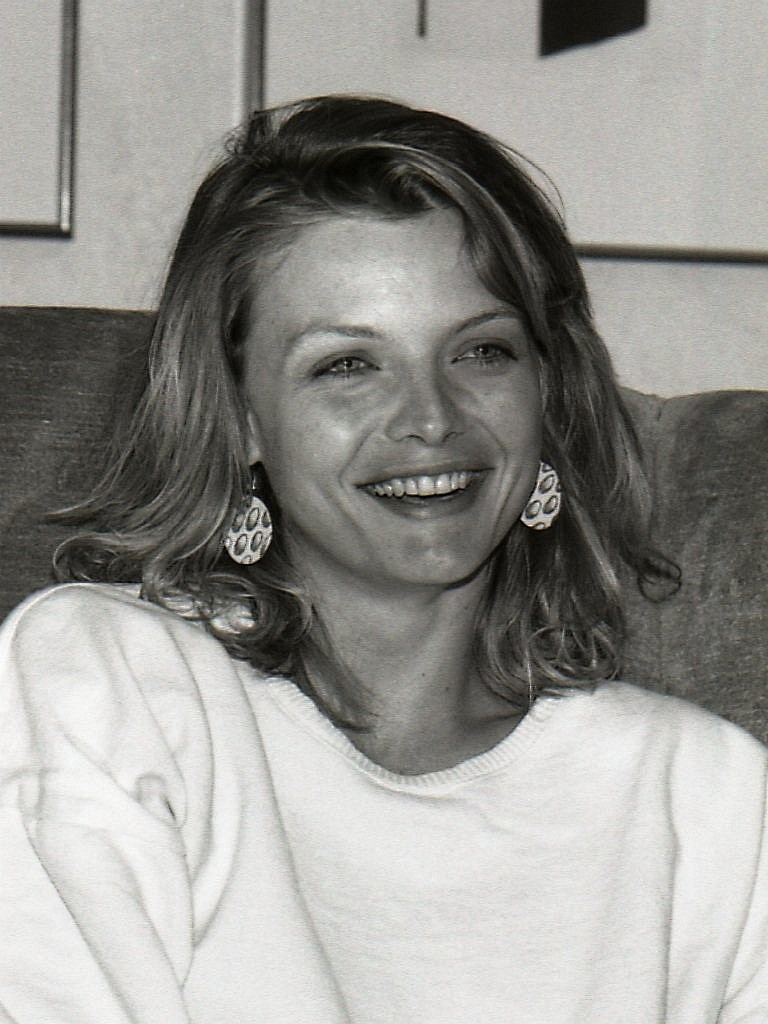
Michelle Pfeiffer nel 1985

È di origini inglesi, gallesi, irlandesi, olandesi, svedesi e tedesche.
Nata a Santa Ana, in California, è la seconda dei quattro figli di Richard "Dick" Pfeiffer (1933-1998), installatore di impianti di aria condizionata, e Donna Taverna (1932-2018), casalinga. Ha un fratello maggiore, Rick (nato nel 1955), e due sorelle, Dedee (nata nel 1964), anch'essa attrice e Lori (nata nel 1965). Si diploma nel 1976 al liceo Fountain Valley High School; successivamente si iscrive al Golden West College in California che, nonostante la sua originaria intenzione di entrare nel giornalismo (cronista giudiziaria), abbandonerà dopo circa un anno. Tra un lavoro e l'altro (commessa in vari negozi, cassiera in un supermercato), decide di partecipare a uno dei tanti concorsi di bellezza che si tengono negli Stati Uniti, il Miss Orange County. Da quella “piccola vittoria” discendono poi tutta una serie di apparizioni in telefilm e film TV. Studia contestualmente recitazione alla Beverly Hills Playhouse.
Il suo esordio sullo schermo è con il film TV The Solitary Man per poi esordire al cinema nel 1980 con Ricominciare ad amarsi ancora a cui fa seguito, nel 1981, Charlie Chan e la maledizione della regina drago. Il 1982 è l'anno di Grease 2, seguito poi dal film con il suo primo grande regista, Brian De Palma, Scarface, a fianco di Al Pacino. Michelle si distingue subito come attrice dal fascino magnetico, che poi troverà naturale collocazione e conferma nella fiaba fantasy Ladyhawke, diretta da Richard Donner.

### Il successo
Pfeiffer intanto comincia a prendere parte a film TV e a film di calibro come Le streghe di Eastwick (accanto a Jack Nicholson, Cher e Susan Sarandon), Una vedova allegra... ma non troppo e Le relazioni pericolose (con il quale vince il BAFTA e riceve la sua prima nomination all'Oscar) di Stephen Frears. Da sottolineare senz'altro la sua interpretazione ne I favolosi Baker (con cui ha vinto il Golden Globe e riceve la sua seconda nomination all'Oscar) dove, nel ruolo della cantante Susie Diamond che affianca un duo di pianisti jazz (i fratelli, anche nella vita reale, Jeff e Beau Bridges), prepara un intero repertorio senza alcun doppiaggio vocale e cantando altresì dal vivo, dimostrando in tal modo un inaspettato - fino a quel momento - talento musicale.

### Anni novanta
Agli inizi degli anni novanta prende parte ai film La casa Russia accanto a Sean Connery, Paura d'amare di Garry Marshall al fianco nuovamente di Al Pacino, Batman - Il ritorno di Tim Burton con Michael Keaton, Danny DeVito e Christopher Walken, Due sconosciuti, un destino (per il quale vince al festival di Berlino e riceve la sua terza nomination all'Oscar) e nel 1993 doppia Mindy Simmons ne I Simpson.
Continua a prendere parte ai film L'età dell'innocenza di Martin Scorsese con Daniel Day-Lewis e Winona Ryder, Wolf - La belva è fuori nuovamente accanto a Jack Nicholson, Pensieri pericolosi, A Gillian, per il suo compleanno, co-produce e interpreta affiancata dal sex symbol George Clooney in Un giorno... per caso, affianca Robert Redford in Qualcosa di personale e co-produce e interpreta Segreti accanto a Colin Firth e Jessica Lange. Dal 1989 al 1994 ha ricevuto nomination consecutive al Golden Globe per i film Una vedova allegra... ma non troppo, I favolosi Baker (la sua unica vittoria), Paura d'amare, La casa Russia, Due sconosciuti, un destino e L'età dell'innocenza.

### Anni duemila
Agli inizi del 2000 viene diretta da Robert Zemeckis nel thriller Le verità nascoste in cui ad affiancarla ci sarà Harrison Ford, affianca Sean Penn nel dramma Mi chiamo Sam e White Oleander, per poi partecipare ai blockbuster estivi del 2007 Hairspray - Grasso è bello e Stardust e guadagnerà una stella sul l'Hollywood Walk of Fame il 6 agosto 2007. Dopo essersi presa una breve pausa, nel 2009 viene nuovamente diretta da Stephen Frears per interpretare Lea de Lonval in Chéri, trasposizione del romanzo di Colette, e affianca Ashton Kutcher e Kathy Bates nel dramma Personal Effects.

### Anni duemiladieci
Presenta Alice in Wonderland ai Golden Globe 2011. Nel 2011 viene nuovamente diretta da Garry Marshall in Capodanno a New York, sequel di Appuntamento con l'amore affiancata da un cast stellare, con volti noti come Halle Berry, Sarah Jessica Parker, Zac Efron, Hilary Swank, Robert De Niro. Nel 2012 presenta War Horse ai Golden Globe 2012 e successivamente interpreta la vedova Lilian nel dramedy Una famiglia all'improvviso accanto a Chris Pine, Elizabeth Banks e Olivia Wilde. Nel 2012 interpreta Elizabeth Collins Stoddard nella trasposizione cinematografica della serie televisiva Dark Shadows diretta da Tim Burton accanto a Johnny Depp, Helena Bonham Carter, Eva Green e Chloë Grace Moretz, mentre nel 2013 è la moglie di Robert De Niro nella black comedy Cose nostre - Malavita di Luc Besson, nel quale recita anche Tommy Lee Jones; entrambi i film ottengono scarso successo sia di pubblico che di critica. A seguito di ciò la Pfeiffer decide di prendere un periodo di pausa.
Torna al cinema nel 2017 quando Kenneth Branagh la chiama per interpretare la vedova Linda Arendt nel remake di Assassinio sull'Orient Express affiancata da un cast corale come Johnny Depp, Penélope Cruz, Judi Dench. Il 2017 la vede anche sul piccolo schermo nel film TV The Wizard of Lies, prodotto dalla HBO, nuovamente al fianco di Robert De Niro per la regia di Barry Levinson, performance per la quale riceve una nomination al Premi Emmy 2017 come miglior attrice non protagonista in una miniserie o film. Nello stesso anno è protagonista del dramma indie Where Is Kyra? e infine affianca Jennifer Lawrence, Javier Bardem ed Ed Harris in Madre!, l'ultimo film di Darren Aronofsky.
Nel 2018 e nel 2019 interpreta il personaggio di Janet van Dyne, la prima Wasp, nel film Ant-Man and the Wasp e Avengers: Endgame dei Marvel Studios, che si rivelano entrambi grandi successi di incassi.
Sempre nel 2019 interpreta la malvagia regina Ingrid di Ulstead nel film Maleficent - Signora del male, diretto da Joachim Rønning.

### Interpretazioni
Una costante nelle donne interpretate da Michelle Pfeiffer in buona parte dei suoi film è la forza interiore, il coraggio, la determinazione e, al tempo stesso, la fragilità sofferta che emergono in vicende della vita sia scelte, sia subìte. Il tema dei figli, cresciuti da sola, persi o mai avuti, è infatti spesso presente: Sukie di Le streghe di Eastwick (mamma single di una numerosa prole), Angela di Una vedova allegra... ma non troppo (fugge con il figlio dal marito, ucciso dalla mafia), Katya di La casa Russia (alleva i bambini con le proprie forze), Frankie di Paura d'amare (non può avere figli per le percosse ricevute in passato), Lurene di Due sconosciuti, un destino (ha perso un bimbo in gravidanza), Louanne di Pensieri pericolosi (ha perso un figlio), Melanie di Un giorno... per caso (donna in carriera, cresce suo figlio da sola), Beth di In fondo al cuore (smarrisce un bimbo, ritrovato dopo molti anni), Katie di Storia di noi due (gestisce una situazione familiare in crisi, con due figli), Rita di Mi chiamo Sam (in rotta con il proprio compagno, che poi l'abbandona, tenta di riallacciare un rapporto con suo figlio, trascurato per il successo professionale), Ingrid di White Oleander (viene incarcerata per omicidio, lasciando così la figlia da sola nel periodo di crescita adolescenziale, ma riuscendo a influenzarla anche da dietro le sbarre), Rosie nella scanzonata commedia 2 Young 4 Me - Un fidanzato per mamma (deve gestire i primi turbamenti adolescenziali della figlia, in assenza di un padre realmente maturo), Linda di Personal Effects (vedova, si prende cura di suo figlio Clay, sordo dalla nascita), Elizabeth di Dark Shadows (si prende cura della sua disfunzionale figlia Carolyn e anche di suo nipote David, trascurato dal fratello oltre che a mantenere l'economia della famiglia) e infine Lilian di Una famiglia all'improvviso (vive una vita infelice, dato che il marito ha un'altra famiglia e trascura il figlio).
Nei lungometraggi, Stardust e Hairspray - Grasso è bello, Michelle ha voluto quasi divertirsi in ruoli di "cattiva". Si è inoltre dimostrata perfettamente a suo agio anche nelle ambientazioni d'epoca, grazie a film quali Le relazioni pericolose e Chéri, diretti da Stephen Frears e L'età dell'innocenza di Martin Scorsese.

### Ruoli rifiutati
Sono proverbiali i suoi rifiuti di interpretare film che poi si sono rivelati un grande successo, in particolare Thelma & Louise di Ridley Scott (la parte propostale fu assegnata a Geena Davis); Basic Instinct di Paul Verhoeven (ruolo poi attribuito a Sharon Stone); Il silenzio degli innocenti di Jonathan Demme (la cui protagonista divenne poi Jodie Foster); Insonnia d'amore di Nora Ephron (fu Meg Ryan a essere selezionata per interpretare la donna che Tom Hanks conosce soltanto alla fine della pellicola); Pretty Woman di Garry Marshall (ruolo che poi fu affidato a Julia Roberts); Le cronache di Narnia - Il leone, la strega e l'armadio di Andrew Adamson (ruolo che poi ottenne Tilda Swinton); Still Alice (ruolo poi interpretato da Julianne Moore); Evita (la cui scelta ricadde successivamente su Madonna); Casinò di Martin Scorsese (parte andata nuovamente a Sharon Stone); L'olio di Lorenzo di George Miller (personaggio poi interpretato da Susan Sarandon e rifiutato per le riprese di Batman - Il ritorno).

## Vita privata
Nel 1981, Michelle Pfeiffer sposa l'attore e regista Peter Horton, dal quale divorzia sette anni dopo. Pfeiffer adotta una bambina, Claudia Rose, e nel 1993 sposa il produttore e sceneggiatore David E. Kelley; nel 1994 la coppia ha un figlio, John Henry.

## Filmografia

### Cinema

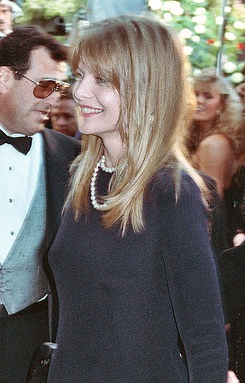
Michelle Pfeiffer ai Premi Oscar 1990

- The Hollywood Knights, regia di Floyd Mutrux (1980)
- Ricominciare ad amarsi ancora (Falling in Love Again), regia di Steven Paul (1980)
- Charlie Chan e la maledizione della regina drago (Charlie Chan and the Curse of the Dragon Queen), regia di Clive Donner (1981)
- Grease 2, regia di Patricia Birch (1982)
- Scarface, regia di Brian De Palma (1983)
- Tutto in una notte (Into the Night), regia di John Landis (1985)
- Ladyhawke, regia di Richard Donner (1985)
- Sweet Liberty - La dolce indipendenza (Sweet Liberty), regia di Alan Alda (1986)
- Le streghe di Eastwick (The Witches of Eastwick), regia di George Miller (1987)
- Donne amazzoni sulla Luna (Amazon Women on the Moon), regia di Joe Dante e John Landis (1987)
- Una vedova allegra... ma non troppo (Married to the Mob), regia di Jonathan Demme (1988)
- Tequila Connection (Tequila Sunrise), regia di Robert Towne (1988)
- Le relazioni pericolose (Dangerous Liaisons), regia di Stephen Frears (1988)
- I favolosi Baker (The Fabulous Baker Boys), regia di Steve Kloves (1989)
- La casa Russia (The Russia House), regia di Fred Schepisi (1990)
- Paura d'amare (Frankie and Johnny), regia di Garry Marshall (1991)
- Batman - Il ritorno (Batman Returns), regia di Tim Burton (1992)
- Due sconosciuti, un destino (Love Field), regia di Jonathan Kaplan (1993)
- L'età dell'innocenza (The Age of Innocence), regia di Martin Scorsese (1993)
- Wolf - La belva è fuori (Wolf), regia di Mike Nichols (1994)
- Pensieri pericolosi (Dangerous Minds), regia di John N. Smith (1995)
- Qualcosa di personale (Up Close & Personal), regia di Jon Avnet (1996)
- A Gillian, per il suo compleanno (To Gillian on Her 37th Birthday), regia di Michael Pressman (1996)
- Un giorno... per caso (One Fine Day), regia di Michael Hoffman (1996)
- Segreti (A Thousand Acres), regia di Jocelyn Moorhouse (1997)
- In fondo al cuore (The Deep End of the Ocean), regia di Ulu Grosbard (1999)
- Sogno di una notte di mezza estate (A Midsummer Night's Dream), regia di Michael Hoffman (1999)
- Storia di noi due (The Story of Us), regia di Rob Reiner (1999)
- Le verità nascoste (What Lies Beneath), regia di Robert Zemeckis (2000)
- Mi chiamo Sam (I Am Sam), regia di Jessie Nelson (2001)
- White Oleander, regia di Peter Kosminsky (2002)
- 2 Young 4 Me - Un fidanzato per mamma (I Could Never Be Your Woman), regia di Amy Heckerling (2007)
- Hairspray - Grasso è bello (Hairspray), regia di Adam Shankman (2007)
- Stardust, regia di Matthew Vaughn (2007)
- Chéri, regia di Stephen Frears (2009)
- Personal Effects, regia di David Hollander (2009)
- Capodanno a New York (New Year's Eve), regia di Garry Marshall (2011)
- Dark Shadows, regia di Tim Burton (2012)
- Una famiglia all'improvviso (People Like Us), regia di Alex Kurtzman (2012)
- Cose nostre - Malavita (The Family), regia di Luc Besson (2013)
- Where Is Kyra?, regia di Andrew Dosunmu (2017)
- Madre!, regia di Darren Aronofsky (2017)
- Assassinio sull'Orient Express (Murder on the Orient Express), regia di Kenneth Branagh (2017)
- Ant-Man and the Wasp, regia di Peyton Reed (2018)
- Avengers: Endgame, regia di Anthony e Joe Russo (2019) - cameo
- Maleficent - Signora del male (Maleficent: Mistress of Evil), regia di Joachim Rønning (2019)
- Fuga a Parigi (French Exit), regia di Azazel Jacobs (2020)
- Ant-Man and the Wasp: Quantumania, regia di Peyton Reed (2023)

### Televisione
- Fantasilandia (Fantasy Island) – serie TV, 2 episodi (1978-1981)
- Delta House – serie TV, 8 episodi (1979)
- The Solitary Man – film TV (1979)
- CHiPs – serie TV, 1 episodio (1979)
- Enos – serie TV, 1 episodio (1980)
- B.A.D. Cats – serie TV, 10 episodi (1980)
- Callie & Son – film TV (1981)
- Splendore nell'erba (Splendor in the Grass), regia di Richard C. Sarafian – film TV (1981)
- Casa Butterfield (The Children Nobody Wanted), regia di Richard Michaels – film TV (1981)
- One Too Many – serie TV, 1 episodio (1985)
- ABC Afterschool Specials – serie TV, 1 episodio (1985)
- Tales from the Hollywood Hills: Natica Jackson – serie TV, 1 episodio (1987)
- The Wizard of Lies, regia Barry Levinson – film TV (2017)
- The First Lady – serie TV, 10 episodi (2022)

## Teatro
- La dodicesima notte, di William Shakespeare, regia di Harold Guskin, Delacorte Theater di New York (1989)

## Doppiaggio
- I Simpson – serie TV, episodio 5x09 (1993)
- Il principe d'Egitto (The prince of Egypt), regia di Brenda Chapman, Steve Hickner e Simon Wells (1998)
- Sinbad - La leggenda dei sette mari (Sinbad: Legend of the Seven Seas), regia di Patrick Gilmore e Tim Johnson (2003)

## Riconoscimenti
- Premio Oscar
  - 1989 – Candidatura alla migliore attrice non protagonista per Le relazioni pericolose
  - 1990 – Candidatura alla migliore attrice per I favolosi Baker
  - 1993 – Candidatura alla migliore attrice per Due sconosciuti, un destino
- Golden Globe
  - 1989 – Candidatura alla migliore attrice in un film commedia o musicale per Una vedova allegra... ma non troppo
  - 1990 – Migliore attrice in un film drammatico per I favolosi Baker
  - 1991 – Candidatura alla migliore attrice in un film drammatico per La casa Russia
  - 1992 – Candidatura alla migliore attrice in un film commedia o musicale per Paura d'amare
  - 1993 – Candidatura alla migliore attrice in un film drammatico per Due sconosciuti, un destino
  - 1994 – Candidatura alla migliore attrice in un film drammatico per L'età dell'innocenza
  - 2018 – Candidatura alla migliore attrice non protagonista in una serie, miniserie o film televisivo per The Wizard of Lies
  - 2021 – Candidatura alla migliore attrice in un film commedia o musicale per Fuga a Parigi
- BAFTA
  - 1990 – Migliore attrice non protagonista per Le relazioni pericolose
  - 1991 – Candidatura alla migliore attrice per I favolosi Baker
- Premio Emmy
  - 2017 – Candidatura per la miglior attrice non protagonista in una miniserie o film per la televisione per The Wizard of Lies
- Screen Actors Guild Award
  - 2003 – Candidatura alla migliore attrice non protagonista cinematografica per White Oleander
  - 2008 – Candidatura alla miglior cast cinematografico per Hairspray - Grasso è bello

## Doppiatrici italiane
Nelle versioni in italiano dei suoi film, Michelle Pfeiffer è stata doppiata da:
- Emanuela Rossi in Ricominciare ad amarsi ancora, Casa Butterfield, Grease 2, Scarface, La casa Russia, Paura d'amare, Due sconosciuti, un destino, L'età dell'innocenza, Wolf - La belva è fuori, Qualcosa di personale, A Gillian, per il suo compleanno, Un giorno... per caso, Segreti, In fondo al cuore, Sogno di una notte di mezza estate, Storia di noi due, Le verità nascoste, Mi chiamo Sam, White Oleander, Hairspray - Grasso è bello, Stardust, Chéri, Capodanno a New York, Dark Shadows, Una famiglia all'improvviso, Cose nostre - Malavita, Madre!, Assassinio sull'Orient Express, The Wizard of Lies, Ant-Man and the Wasp, Maleficent - Signora del male, Fuga a Parigi, The First Lady, Ant Man and the Wasp: Quantumania
- Rossella Izzo in Tutto in una notte, Tequila Connection, Batman - Il ritorno
- Susanna Javicoli ne Le relazioni pericolose, I favolosi Baker
- Cristiana Lionello in Ladyhawke
- Cristina Boraschi in Sweet Liberty - La dolce indipendenza
- Roberta Paladini ne Le streghe di Eastwick
- Paila Pavese in Una vedova allegra... ma non troppo
- Mavi Felli in Pensieri pericolosi
- Roberta Greganti in 2 Young 4 Me - Un fidanzato per mamma
- Alessandra Korompay in Personal Effects

Da doppiatrice è sostituita da:
- Valeria Marini ne I Simpson
- Gabriella Borri ne Il principe d'Egitto
- Roberta Greganti in Sinbad - La leggenda dei sette mari

## Discografia

### Partecipazioni
- Grease 2 - Original Soundtrack Recording (CD)
- The Fabulous Baker Boys - Original Motion Picture Soundtrack (CD)
- Hairspray - Original Motion Picture Soundtrack (CD)
- Murder On The Orient Express - Original Motion Picture Soundtrack (CD)